# Gilles de Lessines
Gilles de Lessines OP (c. 1230, Comtat d'Hainaut - † 1304) fou un frare dominic astrònom, alumne de Tomàs d'Aquino i molt influenciat per Albert el Gran. Va estudiar de teologia a la Universitat de París, i fou gran defensor del Tomisme.
Fou un gran científic, astrònom i teòric de l'economia. Estudiós del món celeste, a la tradició d'Ibn al-Hàytham, estudià els fenòmens òptics i astronòmics lligats als crepuscles del vespre i del matí. Del juliol a l'octubre de 1264 es veié al cel un cometa que l'opinió popular posà en relació amb la mort del Papa. Gilles, a qui havien consultat, escrigué una petita obra Sur l'essence, le mouvement etl a signification des comètes, on tractà les opinions d'astrònoms grecs, llatins i àrabs. Adoptà una teoria d'Aristòteles a les Meteorològiques, tractat que acabava de traduir Willem van Moerbeke.